# Kia Pride
Kia Pride — автомобиль фирмы «Kia Motors», результат сотрудничества трёх компаний: Kia, Mazda и Ford. В Северной Америке автомобиль продавался Фордом под именем Ford Festiva. В Иране автомобиль всё ещё производится фирмой SAIPA.
На Европейском рынке Pride продавался с 1995 года до конца 2000 года. Несмотря на то, что уже в 1995 году автомобиль морально и технически устарел, из-за низкой цены и относительно энергичного двигателя автомобиль имел стабильный спрос.

## Двигатели
Первоначально автомобиль предлагался с двумя двигателями объёмом 1324 см³: 44 кВт (60 л.с.) и 54 кВт (73 л.с.). В 1996 году для соответствия стандарту Евро-2, мощность автомобиля с одним из двигателей была уменьшена до 53 кВт. C 1997 года автомобиль продавался лишь с одним двигателем — 47 кВт (64 л.с.), обеспечивавшим норму выхлопа — D3.

## Безопасность
Pride серийно снабжён дверьми усиленными против бокового столкновения, а также тормозной системой с двухконтурным приводом. С 1996 года снабжался одной подушкой безопасности.

## Фотографии

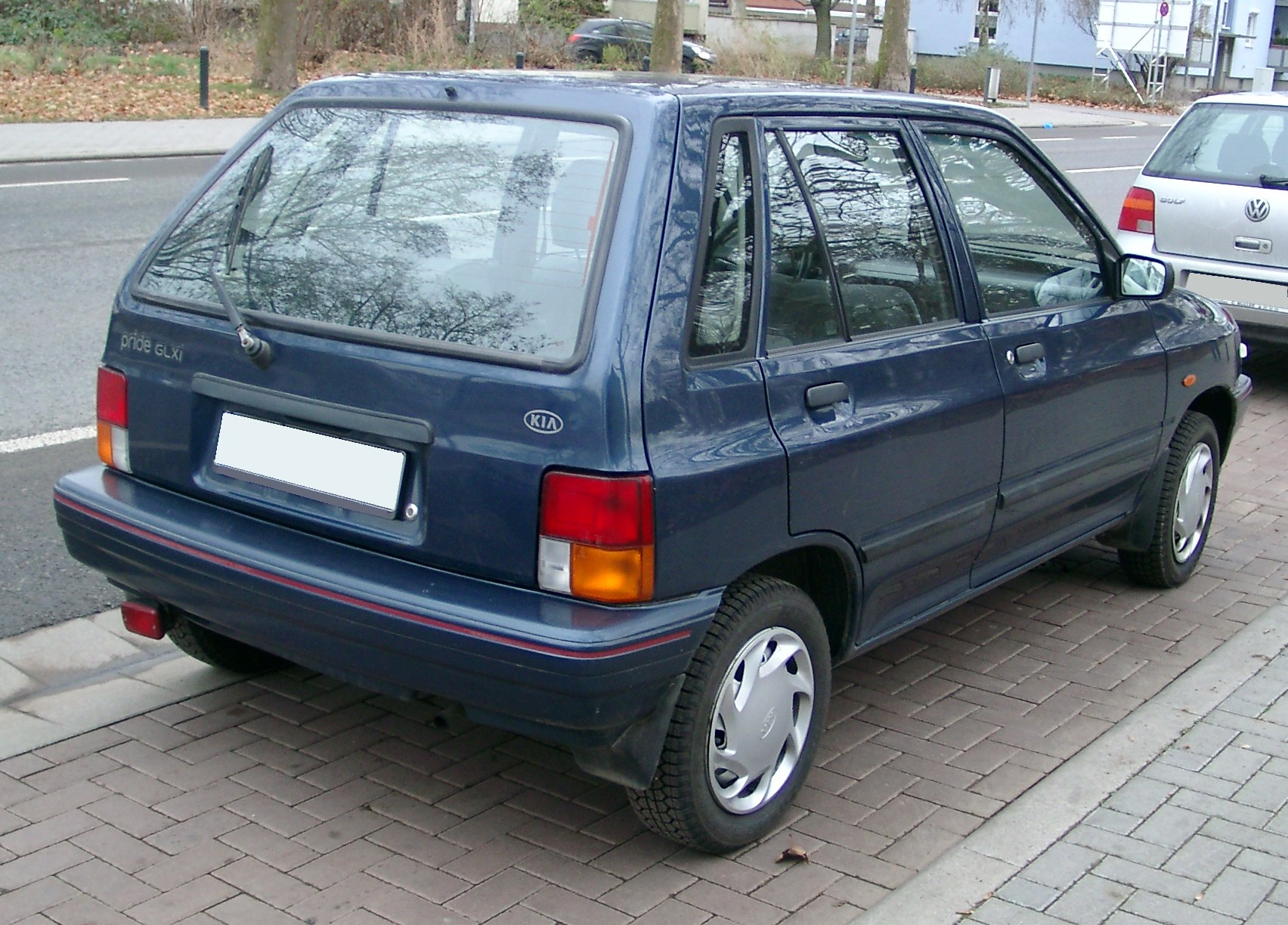
Пятидверный Pride
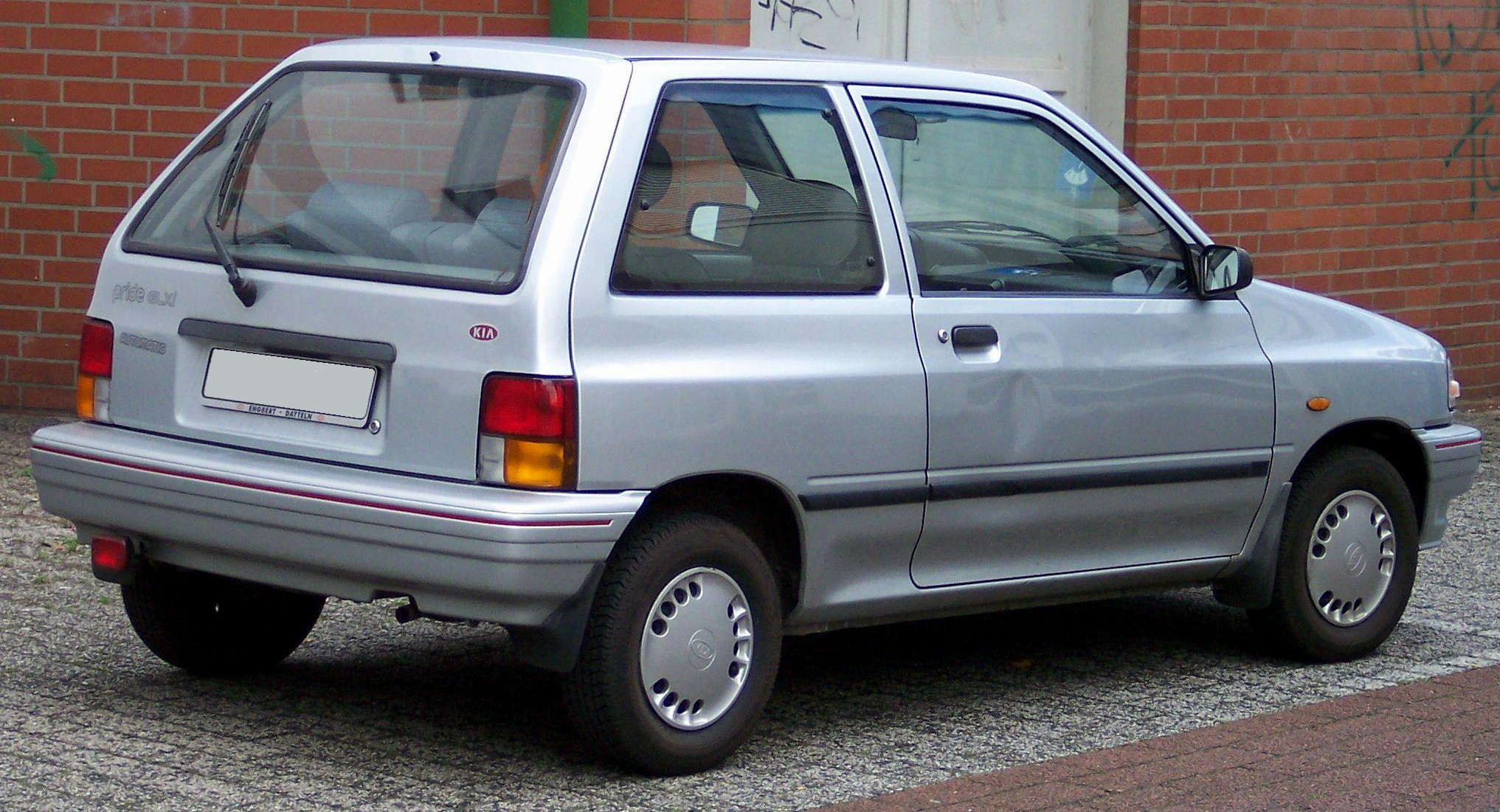
Трёхдверный Kia Pride
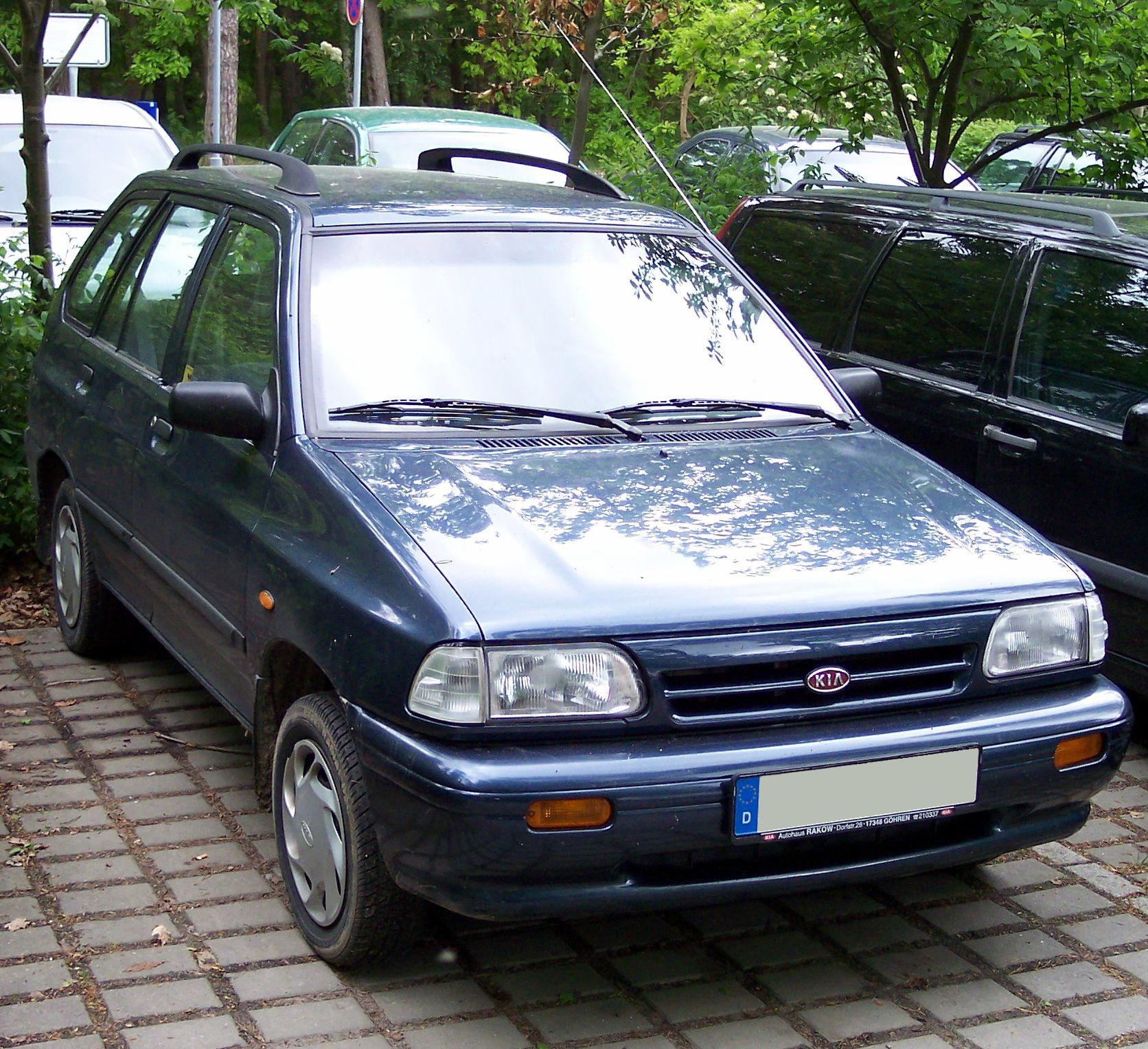
Kia Pride, комби
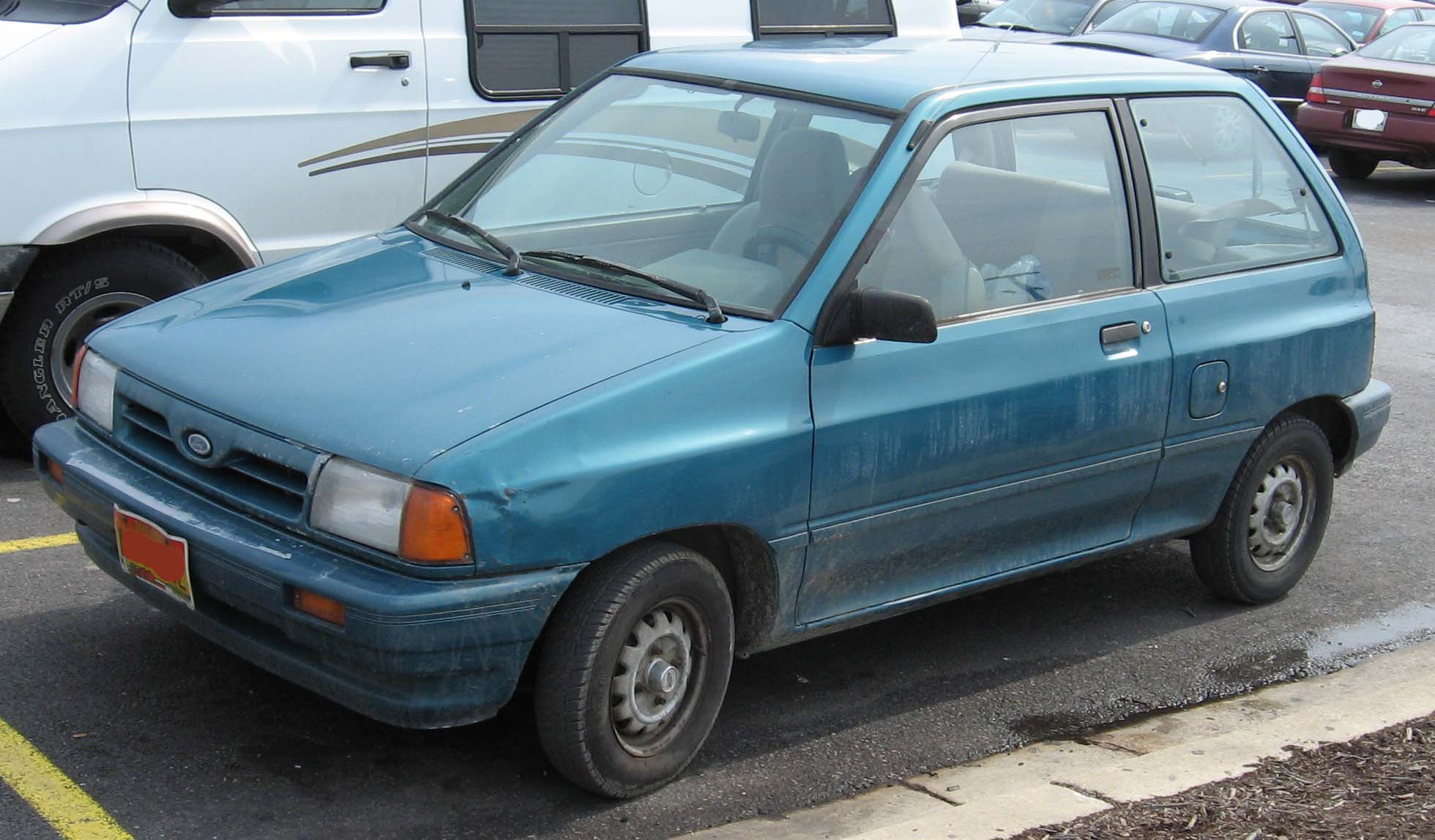
Ford Festiva
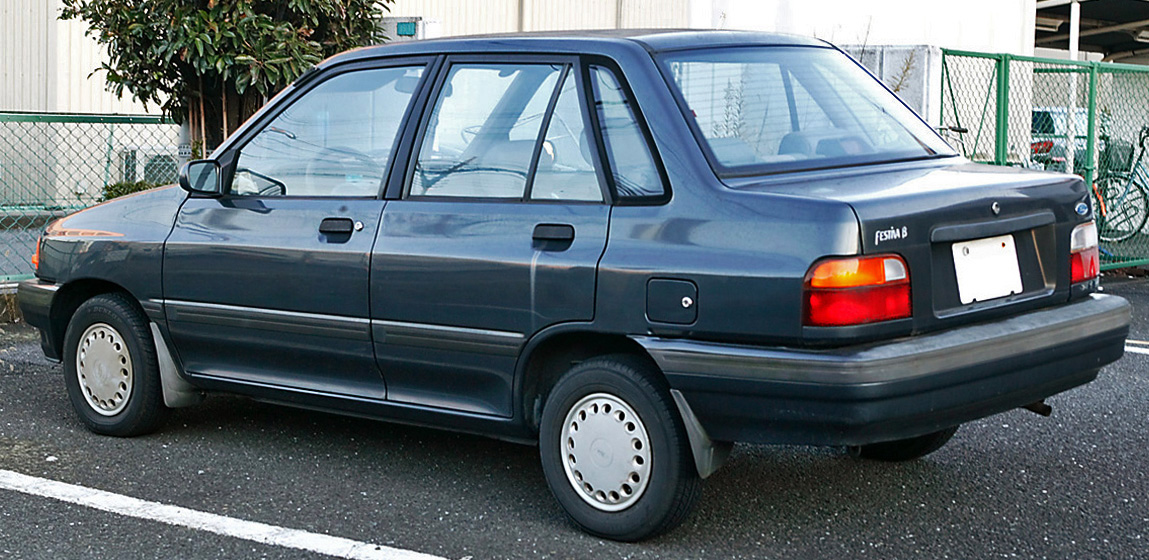
Festiva существовал в варианте седан